# منتخب الكويت تحت 16 سنة لكرة القدم
منتخب الكويت لكرة القدم هو منتخب تحت 16 سنة وهو ممثل الكويت الرسمي في رياضة كرة القدم و في بطولات كرة القدم تحت 16 سنة.